# 第136回国会
第136回国会（だい136かいこっかい）は、1996年（平成8年）1月22日から同年6月19日まで開かれた通常国会。住宅金融専門会社の不良債権処理のために6850億円の公的資金の投入を審議したため、住専国会（じゅうせんこっかい）の通称で知られる。

## 概要
1990年代のバブル崩壊によって住専は多額の不良債権を抱えるようになった。これらの住専には農林系金融機関を中心とした金融機関が貸し込んでおり、これらが貸し倒れ、処理が遅れる事による金融システムの連鎖破綻が懸念され、金融システム破綻を防ぐため、6850億円の公的資金を投入する政策が浮上する。
1995年（平成7年）の兵庫県南部地震（阪神・淡路大震災）後の国会において「地震の被災者への補償は、個人資産の補填であり、日本国憲法違反である」と大蔵省が答弁したため、資産への税金補填は違憲としながら、一方では経営破綻した住専の不良債権処理に「税金を使う」行為に、野党が猛反発した。新進党はピケ戦術を行い、国会審議が進まなくなった。
その後、住専問題が争点となった参議院岐阜県選挙区の補欠選挙で、与党候補の大野つや子が勝利した事からピケは解除。予算は住専処理を凍結することで与野党が合意。
その後、特定住宅金融専門会社の債権債務の処理の促進等に関する特別措置法が可決し、成立した。

## 各党・会派の議席数
| 計511、1996年（平成8年）1月21日現在。 - 自由民主党 - 207 - 新進党 - 170 - 社会民主党・護憲連合 - 63 - 新党さきがけ - 23 - 日本共産党 - 15 - 市民リーグ・民改連 - 8 - 新社会党・平和連合 - 2 - 自由連合 - 2 - 無所属クラブ - 2 - 無所属 - 5 - 欠員 - 14 | 計252、1996年（平成8年）6月19日現在。 - 自由民主党 - 110 - 平成会 - 68 - 社会民主党・護憲連合 - 36 - 日本共産党 - 14 - 新緑風会 - 5 - 二院クラブ - 4 - 新党さきがけ - 4 - 参議院フォーラム - 3 - 新社会党・平和連合 - 3 - 自由連合 - 2 - 無所属 - 3 - 欠員 - 0 |

## 推薦文献
- 村松岐夫『「不良債権処理先送り」の政治学的分析：本人混迷と代理人の裁量』（レポート）経済産業研究所、2004年3月。